# Schelte à Bolswert

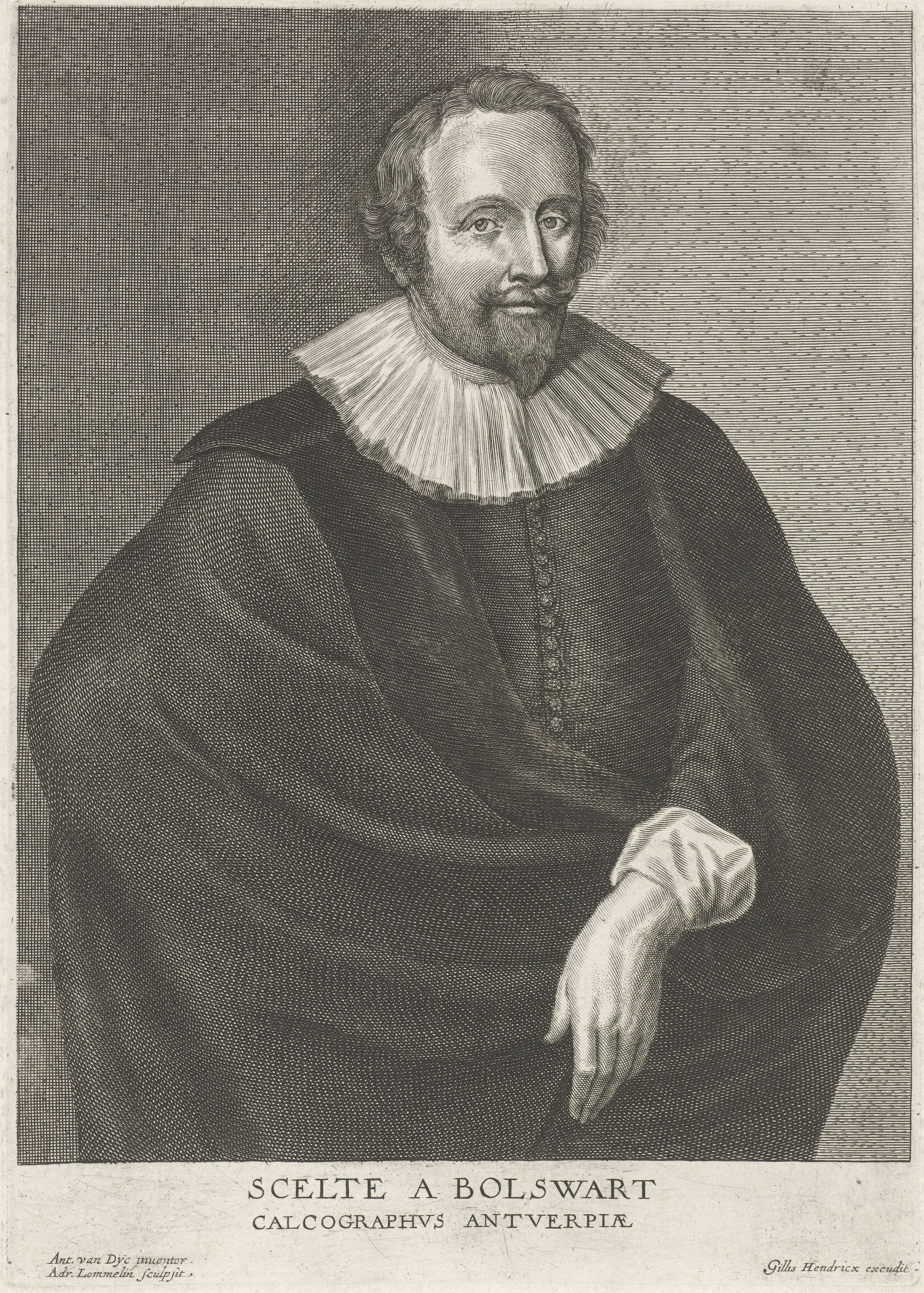
Portret van Schelte Adamsz. Bolswert naar van Dyck

Schelte Adamsz. à Bolswert (Bolsward, ca. 1586 – Antwerpen, 1659) was een Nederlands kopersnijder.

## Biografie
Schelte Adamszoon Bolswert is geboren omstreeks 1586, in het Friese stadje Bolsward. Net als zijn oudere broer Boëtius is hij graveur. Zijn naam komt voor het eerst voor in twee documenten uit 1611, waarin hij 'plaetsnijder' wordt genoemd. Rond het midden van de jaren 1610 moet hij van Amsterdam naar Antwerpen zijn vertrokken. In 1617 werkt Schelte voor de boekdrukkerij Plantijn, waar Balthasar I Moretus in die tijd de leiding heeft. In 1625/26 verwerft Schelte het vrijmeesterschap aan de Sint-Lucasgilde en na een kort verblijf in Brussel vestigt hij zich definitief te Antwerpen. In de tweede helft van de jaren 1620 begint Schelte voor Rubens te werken, onder wiens toezicht hij ten minste vier gravures maakte. In totaal heeft Schelte rond de tachtig prenten naar ontwerp van Rubens gegraveerd. Daarnaast heeft hij gewerkt voor diverse andere Antwerpse schilders, onder wie Jacob Jordaens, Gerard Seghers en Theodoor Rombouts. Schelte wordt beschouwd als een van de meest begaafde graveurs uit de Rubensschool.

## Bolswert in het Rubensatelier
Wanneer een opgeleide graveur in het Rubensatelier kwam werken, kreeg die toch nog een herscholing van Rubens, om aan zijn vereisten te kunnen voldoen. Bij Schelte was dit blijkbaar niet meer nodig. Zijn gravures gaven uiting aan een ongelooflijke detaillering en waren aldus uiterst accuraat aan het origineel, tevens het feit dat Schelte de tonaliteit tot een mooie vertaling bracht en dat de schilderachtige tendens van het schilderij er ook in terug te vinden was, zorgde ervoor dat Schelte enorm veel respect genoot van Rubens. Het feit dat Schelte eigenlijk al het vrijmeesterschap had verworven en dan pas in dienst van Rubens is gaan werken is een anomalie in Rubens keuze van graveurs. Normaal gezien prefereerde hij iemand die nog niet zo lang met het vak bezig was, zodat de graveur in kwestie nog kneedbaar was. Het is aannemelijk dat Schelte zijn eigen visie reeds helemaal had ontwikkeld en aldus toch wel een eigen stijl zou kunnen hebben gehanteerd in de gravures. 

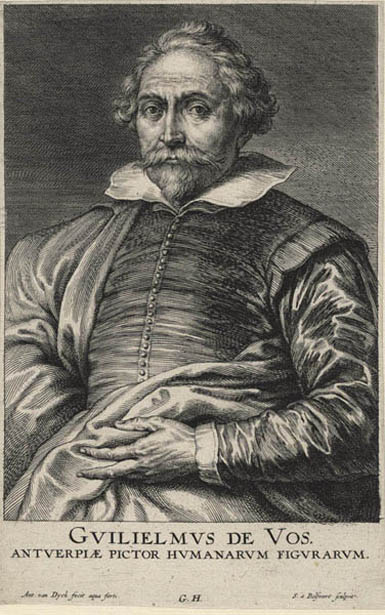
portret van Willem de Vos

Rubens was zeer nauw betrokken bij het realisatieproces van de gravures. Hieruit zou men kunnen concluderen dat het waarschijnlijk is dat de graveurs werkzaam waren in zijn atelier, gedurende de tijd dat zij voor hem werkten. Maar is het correct om dit zomaar te veronderstellen? Er is immers geweten dat sommige van de graveurs ook hun eigen atelier of zelfs uitgeverij hadden. Of dit zo was voor Schelte is niet voorhanden in de literatuur. Doch lijkt het waarschijnlijk dat hij een eigen atelier of uitgeverij bezat, aangezien hij in 1621 het recht reeds verworven had om zelf prenten te snijden, te drukken en te verkopen. Een feit is dat men uiteraard kapitaalkrachtig moest zijn om een eigen atelier of uitgeverij op te starten. En het lijkt er niet naar dat Schelte een buitengewoon vermogen had. Hij werkte heel nauw samen met verschillende uitgevers en daar had hij natuurlijk een atelier tot zijn beschikking, waarvoor hij de kosten niet moet dragen en wat dus financieel gezien een interessante zaak is.  
Om de creatieve inbreng van Schelte te bepalen is het van belang om eerst Rubens’ positie tegenover gravures naar zijn werken te ontdekken. Deze gravures waren representatief voor zijn kunstenaarschap. Het zorgde voor een geografische verspreiding en uitbreiding van de vraag naar zijn kunstwerken. We kunnen met vrij grote zekerheid concluderen dat de manier waarop Rubens het realisatieproces in het oog hield, tenietdeed aan de eigen inventie van de graveurs. Het gaat immers niet om originele grafiek, maar om reproductie-grafiek. Dit is de essentie waar de Rubensgrafiek voor staat. Het gaat enkel om reproductie en niet om inventie.  Wat absoluut niet wil zeggen dat er tenietgedaan wordt aan de kwaliteit van de gravure. Zoals reeds vermeld stelde Rubens enorm hoge eisen aan zijn gravures.

## Oeuvre
Het grafisch oeuvre van Schelte Adamsz. Bolswert bestaat uit maar liefst 345 prenten. De meeste daarvan bracht hij uit op de markt onder zijn eigen privilege. In totaal sneed hij 80 prenten naar Rubens, waarvan er slechts een viertal onder Rubens’ autorisatie. Zijn naam wordt op de gravures aangeduid door Schelte Bolswert excudit wat wil zeggen: gegraveerd door Schelte Bolswert. 
Het merendeel van zijn Rubensprenten maakte hij na deze zijn dood in 1640.  Het is een feit dat na Rubens’ dood er meer sprake zal geweest zijn van inventie, aangezien de strenge controle van Rubens dan verdween. 
Een belangrijke notie is het drievoudige privilege van Rubens Cum privilegiis, Regis Christianissimi, Principum Belgarum et Ordinum Batavia, wat zoveel wil zeggen als Met de privileges van de allerchristelijkste koning, van de prinsen van de Nederlanden en de Staten van Holland. Rubens had dus op drie verschillende bestuurlijke niveaus privileges verworven. Op die manier zorgde hij ervoor dat niemand anders er met de opbrengst vandoor ging. Deze vermelding wijst er tevens op dat het hele productieproces onder Rubens gebeurde en dat het dus in zijn atelier tot stand is gekomen.  Doch dient men dit gegeven te nuanceren. Is het effectief zo dat de vermelding van het drievoudige privilege betekent dat de gravure in Rubens’ atelier tot stand kwam? Het blijft een mysterie, vooral omdat we niet weten of Schelte een eigen atelier had. In de literatuur voorhanden wordt er wel vermeld dat Rubens de gebroeders wilde aanwerven om in zijn atelier te werken.  Maar hier worden geen bewijzen gepresenteerd, dus is de bron niet vertrouwelijk. 
De leeuwenjacht, landschap met boerderij en waterput, de miraculeuze visvangst en de Bekering van St. Paulus zijn de enige gravures van Schelte waarop het drievoudig privilege vermeld staat. 
De leeuwenjacht is de enige prent van een jachttafereel naar Rubens die met zekerheid onder toezicht van de meester tot stand is gekomen. De prent toont de compositie in dezelfde richting als het schilderij, wat eerder zeldzaam is in de Rubensgrafiek. De ogen van de jagers die door de leeuwen worden aangevallen zijn op de prent net iets wijder opengesperd, dan op het origineel. Ook de plantenpartij rechts onderaan de gravure wijkt enigszins af van het origineel, waar er eerder sprake is van een rotspartij. 
Landschap met boerderij en waterput is de enige prent uit de reeks Kleine en Grote Landschappen, die nog onder leiding van Rubens tot stand gekomen is, vlak voor zijn dood.  Helaas is er geen origineel van Rubens voorhanden ter vergelijking.
Wanneer De miraculeuze visvangst met het origineel van Rubens vergeleken wordt, moet er vastgesteld worden dat het bijna een exacte kopie is, alleen dat de Christusfiguur die op de gravure iets meer voorover helt.
In de bekering van St. Paulus is er een afwijking met betrekking tot het originele schilderij. Het hoofd van de hond rechts onderaan op de gravure is veel smaller dan op het originele werk en doet denken aan een windhond. In dit geval is het onderscheid toch frappant, aangezien er op het origineel van Rubens een jachthond wordt afgebeeld.